# Glitter (사운드트랙)
《Glitter》는 2001년 동명 영화의 사운드트랙이자 미국의 싱어송라이터 머라이어 캐리의 여덟 번째 정규 앨범이다. 2001년 9월 11일, 버진 레코드를 통해 미국에서 발매되었다. 이 앨범은 댄스 팝, 펑크, 힙합, 알앤비를 혼합한 사운드로, 1983년을 배경으로 한 영화에 맞춰 1980년대 포스트 디스코 스타일에 중점을 두는 등 캐리의 기존 작품들과는 확연히 다른 방향성을 보였다. 머라이어 캐리는 지미 잼과 테리 루이스, DJ 클루와 협업했으며, 이들은 앨범 공동 프로듀서로도 참여했다. 또한 에릭 베네, 루다크리스, 다 브랫, 버스타 라임스, 퍼블러스, 자 룰 등 다양한 뮤지션들이 피처링으로 참여했다.
발매 당시, 앨범과 동반 개봉한 영화는 모두 평단의 혹평을 받았다. 그러나 이후의 회고적 평가는 대체로 긍정적으로 바뀌었으며, 많은 이들이 이 앨범이 부당하게 평가절하되었다고 지적했다. 그럼에도 《Glitter》는 상업적·비평적으로 보편적인 실패작으로 여겨졌고, 이로 인해 버진 레코드는 머라이어 캐리를 계약에서 방출하며 8천만 달러 규모의 계약을 조기 해지했다. 앨범은 미국 《빌보드》 200 차트에서 7위로 데뷔했으나, 당시 기준으로는 캐리의 가장 낮은 첫 주 판매량을 기록했다. 해외에서는 일본과 그리스에서 1위를 차지했다.
앨범의 리드 싱글인 〈Loverboy〉를 포함한 여러 곡이 싱글로 발매되었으며, 〈Loverboy〉는 전 세계적으로 캐리의 리드 싱글 중 가장 낮은 성적을 기록했고 미국 《빌보드》 핫 100 차트에서는 2위에 머물렀다. 이후 발표된 싱글들은 주요 글로벌 차트에서 별다른 성과를 내지 못했다. 발매 후 약 20년이 지난 시점에 《Glitter》는 주류 평론가들로부터 재조명을 받기 시작했으며, 컬트적인 인기를 얻게 되었다. 2020년 5월 22일, 머라이어 캐리는 이 앨범의 스트리밍 서비스 공개를 발표했다.

## 곡 목록
| #            | 제목                                                                        | 작사                                                                      | 작곡                                                                      | 편곡                                   | 재생 시간 |
| ------------ | --------------------------------------------------------------------------- | ------------------------------------------------------------------------- | ------------------------------------------------------------------------- | -------------------------------------- | --------- |
| 1.           | 〈Loverboy〉 (Remix) (ft. 다 브랫 · 루다크리스 · 숀나 · 투웬티 II)          | 머라이어 캐리 래리 블랙먼 토머스 젠킨스 다 브랫 루다크리스 숀나 투웬티 II | 머라이어 캐리 래리 블랙먼 토머스 젠킨스 다 브랫 루다크리스 숀나 투웬티 II | 머라이어 캐리 클라크 켄트              | 4:30      |
| 2.           | 〈Lead the Way〉                                                            | 머라이어 캐리 월터 아파나시에프                                           | 머라이어 캐리 월터 아파나시에프                                           | 머라이어 캐리 월터 아파나시에프        | 3:53      |
| 3.           | 〈If We〉 (ft. 자 룰 · 네이트 도그)                                         | 머라이어 캐리 다미온 영 H. 허시 자 룰 네이트 도그                         | 머라이어 캐리 다미온 영 H. 허시 자 룰 네이트 도그                         | 다미자                                 | 4:20      |
| 4.           | 〈Didn't Mean to Turn You On〉 (체렐레 원곡)                                | 머라이어 캐리 지미 잼 앤드 테리 루이스                                    | 머라이어 캐리 지미 잼 앤드 테리 루이스                                    | 머라이어 캐리 지미 잼 앤드 테리 루이스 | 4:54      |
| 5.           | 〈Don't Stop (Funkin' 4 Jamaica)〉 (ft. 미스티컬)                           | 머라이어 캐리 DJ 클루? 두로 토머스 브라운 토니 스미스 마이클 타일러       | 머라이어 캐리 DJ 클루? 두로 토머스 브라운 토니 스미스 마이클 타일러       | 머라이어 캐리 DJ 클루? 두로            | 3:37      |
| 6.           | 〈All My Life〉                                                             | 릭 제임스                                                                 | 릭 제임스                                                                 | 머라이어 캐리 릭 제임스                | 5:09      |
| 7.           | 〈Reflections (Care Enough)〉                                               | 머라이어 캐리 필리프 피에르                                               | 머라이어 캐리 필리프 피에르                                               | 머라이어 캐리 지미 잼 앤드 테리 루이스 | 3:20      |
| 8.           | 〈Last Night a DJ Saved My Life〉 (ft. 버스타 라임스 · 패볼러스 · DJ 클루?) | 마이클 클리블랜드                                                         | 마이클 클리블랜드                                                         | 머라이어 캐리 DJ 클루?                 | 6:43      |
| 9.           | 〈Want You〉                                                                | 머라이어 캐리 지미 잼 앤드 테리 루이스 사운드 오브 블랙니스               | 머라이어 캐리 지미 잼 앤드 테리 루이스 사운드 오브 블랙니스               | 머라이어 캐리 지미 잼 앤드 테리 루이스 | 4:43      |
| 10.          | 〈Never Too Far〉                                                           | 머라이어 캐리 지미 잼 앤드 테리 루이스                                    | 머라이어 캐리 지미 잼 앤드 테리 루이스                                    | 머라이어 캐리 지미 잼 앤드 테리 루이스 | 4:21      |
| 11.          | 〈Twister〉                                                                 | 머라이어 캐리 지미 잼 앤드 테리 루이스 롸잇                               | 머라이어 캐리 지미 잼 앤드 테리 루이스 롸잇                               | 머라이어 캐리 지미 잼 앤드 테리 루이스 | 2:26      |
| 12.          | 〈Loverboy〉 (ft. 카메오)                                                   | 머라이어 캐리 래리 블랙먼 토머스 젠킨스                                   | 머라이어 캐리 래리 블랙먼 토머스 젠킨스                                   | 머라이어 캐리 클라크 켄트              | 3:49      |
| 총 재생 시간 | 총 재생 시간                                                                | 총 재생 시간                                                              | 총 재생 시간                                                              | 총 재생 시간                           | 51:45     |

## 차트

### 주간 차트
| 차트                    | 최고순위 |
| ----------------------- | -------- |
| 미국 (빌보드 200)       | 7        |
| 일본 (오리콘 앨범 차트) | 1        |

## 참조주
1. ↑  《Glitter》는 2001년 8월 18일 일본에서 소니 뮤직을 통해 먼저 발매되었다.[1] 원래는 같은 해 8월 21일 미국 발매가 예정되어 있었지만, 당시 머라이어 캐리가 신경 쇠약과 입원 치료를 받게 되면서, 버진 레코드는 미국 발매일을 9월 11일로 연기했다.[2][3]